# رولد
رولد (به هلندی: Rolde) یک منطقهٔ مسکونی در هلند است که در آ ان هونزه واقع شده‌است. رولد ۳٬۹۵۵ نفر جمعیت دارد.